# Fernando Silva (Schwimmer)
Fernando Souza da Silva (* 7. April 1986 in Rom) ist ein brasilianischer Schwimmer. Seinen größten Erfolg feierte er bislang mit dem Gewinn von drei Südamerikameistertiteln bei den Meisterschaften 2008 in São Paulo. Bei den Olympischen Sommerspielen 2008 in Peking gehörte er dem brasilianischen Aufgebot an und nahm mit der Staffel über 4 × 100 Meter Freistil teil, konnte das Finale allerdings nicht erreichen.

## Internationale Rekorde
| Südamerikarekorde (3)                                  | Südamerikarekorde (3) | Südamerikarekorde (3) | Südamerikarekorde (3) |
| ------------------------------------------------------ | --------------------- | --------------------- | --------------------- |
| 4 × 50 m Freistil (mit Santos, Filho und Fratus)       | 01:26,42 min          | 7. Mai 2009           | Rio de Janeiro        |
| 4 × 100 m Freistil (mit Oliveira, Roth und Filho)      | 03:10,80 min          | 26. Juli 2009         | Rom                   |
| 4 × 50 m Lagen (mit Orzechowski, da Silva und Nagaoka) | 01:42,54 min          | 24. Juli 2010         | Curitiba              |
| (Stand: 3. August 2012)                                |                       |                       |                       |